# Kaplica św. Maksymiliana Marii Kolbego w Wilczycach
Kaplica św. Maksymiliana Marii Kolbego w Wilczycach – murowana świątynia rzymskokatolicka, zbudowana w 1985 roku, znajdująca się w Wilczycach, w powiecie limanowskim, na terenie gminy Dobra. Kaplica należy do parafii Matki Bożej Nieustającej Pomocy w Jurkowie.

## Historia
Kaplica jest zbudowana na miejscu wcześniejszego punktu katechetycznego, w którym od 1976 roku dzieci uczyły się religii. Punkt ten znajdował się w miejscu nazywanym potocznie "Na Stawie" na prywatnej posesji Szczepana Michałka. We wcześniejszym okresie w miejscu punktu katechetycznego znajdował się młyn wodny. Pomniejsze części działek pod budowę kaplicy ofiarowali również inni mieszkańcy z osiedla Kosmale - Stefan Dudzik oraz Władysław Michałek. Lokalizacja ta leży na styku dwóch parafii - Mszana Dolna oraz Jurków oraz dwóch diecezji - tarnowskiej i krakowskiej. Wcześniej katecheza dzieci odbywała się w prywatnych domach - w latach 70. uczono religii u rodziny Pulków w osiedlu Pulki a następnie u rodziny Majerczyków w osiedlu Krzysztofy. Od 1978 roku co niedzielę odprawiano w tym punkcie mszę świętą, w czasie dobrej pogody na zewnątrz. Inicjatorem budowy kaplicy był ówczesny proboszcz parafii Jurków, Józef Puchała motywowany dużą odległością wioski od kościoła parafialnego w Jurkowie. Budowa kaplicy odbywała się w czasach komunizmu w Polsce. W kronice parafii Jurków z 1975 roku czytamy:

Wszystko odbywało się zgodnie z planem, spokojnie do dnia, kiedy sam pan wojewoda z Nowego Sącza pan Bafia, na skutek donosu nawiedził Wilczyce pod zarzutem, że buduje się nielegalnie kaplicę... Robotę wstrzymano, naczelnik z Dobrej pan Tonta z polecenia wojewody założył plomby na budowie.

W innym zaś miejscu widnieje zapis:

Interwencja biskupa w sprawie Wilczyce nie dała rezultatu, tzn. władze wojewódzkie nie chciałby na ten temat dyskutować. Niedługo otrzymaliśmy wywłaszczenie z gminy. Zrobiliśmy odwołanie do Nowego Sącza, interweniowaliśmy w Warszawie... Złożyliśmy pisma w sekretariacie Episkopatu, następnie udaliśmy się do gmachu Ministerstwa Wyznań.

Przez trzy lata budowa była zajęta przez Skarb Państwa za łamanie prawa. Władze planowały zagospodarowanie tej budowy na inny obiekt społecznej użyteczności. Właściciel, Szczepan Michałek, pozostał bez dachu nad głową i przez pewien czas zamieszkał pod lipą rosnącą niedaleko tego miejsca. Ponadto, zostały nałożone na niego wysokie podatki za wynajmowanie powierzchni pod salę katechetyczną. Ksiądz proboszcz miał zaś płacić czynsz za ten wynajem. Pozwolenie na budowę zostało uzyskane w 1983 roku - po pięciu latach starań i rozmów z ówczesnymi władzami.
Autorem projektu był inżynier Białka, część konstrukcyjną kaplicy zaprojektował mgr inż. Franciszek Michałem pochodzący z Wilczyc (osiedle Cyrki), absolwent Politechniki Krakowskiej. Głównym majstrem był Józef Kuczaj pochodzący z Łostówki. Swoją pracą przy budowie kaplicy zasłużył się również Piotr Jurczak z osiedla Krawce. Mieszkańcy czynnie wspierali dzieło budowy kościoła. Pomagali przy budowie wszyscy mieszkańcy zgodnie z ustaloną kolejką, natomiast gospodynie organizowały się osiedlami zapewniając wyżywienie pracownikom.
W 1985 roku odbyła się uroczysta procesja, w której przeniesiono obraz św. Maksymiliana Marii Kolbego do kaplicy (jeszcze w stanie surowym), ksiądz prałat Teofil Świątek poświęcił kaplicę i odprawiono uroczystą mszę świętą.
W 1988 roku otrzymano pozwolenie od Kurii Diecezjalnej w Tarnowie na przechowywanie Najświętszego Sakramentu. 

## Relikwie
W kaplicy znajdują się następujące relikwie:
- Św. Maksymiliana Marii Kolbego
- Bł. Karoliny - relikwie I stopnia (cząstka z kości ręki pobranej przez komisję diecezjalną w 1987 roku)
- Bł. Ks. Jerzego Popiełuszko